# Marthe Koala
Marthe Koala (* 8. März 1994 in Bobo-Dioulasso) ist eine burkinische Leichtathletin, die im Siebenkampf sowie im Hürdenlauf und im Weitsprung an den Start geht.

## Sportliche Laufbahn
2011 nahm Marthe Koala erstmals an einer internationalen Meisterschaft, den Jugendweltmeisterschaften nahe Lille, im 200-Meter-Lauf teil und schied dort mit 25,80 s bereits in der Vorrunde aus. Anschließend nahm sie erstmals an den Afrikaspielen in Maputo teil und wurde dort mit 5133 Punkten Fünfte im Siebenkampf. Im Jahr darauf schied sie bei den Juniorenweltmeisterschaften in Barcelona im 100-Meter-Hürdenlauf mit 14,15 s in der ersten Runde aus, erhielt aber vom burkinischen Olympischen Komitee ein Freilos für die Olympischen Spiele in London, bei denen sie mit 13,91 s im Vorlauf ausschied. 2013 siegte sie in 14,09 s bei den Juniorenafrikameisterschaften in Réduit und gewann im Weitsprung mit 5,60 m die Bronzemedaille. Anschließend belegte sie bei den Spielen der Frankophonie in Nizza in 13,75 s den siebten Platz. 2014 siegte sie bei den Afrikameisterschaften in Marrakesch mit 5454 Punkten im Siebenkampf. Damit qualifizierte sie sich für die Weltmeisterschaften in Peking, bei denen sie ihren Wettkampf aber nicht beenden konnte. Daraufhin gewann sie bei den Afrikaspielen in Brazzaville mit 5664 Punkten die Bronzemedaille hinter der Nigerianerin Uhunoma Osazuwa und Odile Ahouanwanou aus Benin. 2016 gewann sie zwei Silbermedaillen bei den Afrikameisterschaften im südafrikanischen Durban. Mit 5952 Punkten musste sie sich im Siebenkampf nur Osazuwa geschlagen geben und im Hürdensprint hatte sie in 13,36 s das Nachsehen gegenüber der Südafrikanerin Claudia Heunis. Sie erhielt auch eine Starterlaubnis für die Olympischen Spiele in Rio de Janeiro, bei denen sie aber wie vier Jahre zuvor mit 13,41 s in der Vorrunde ausschied.
2017 verbesserte sie beim Hypomeeting in Götzis ihren eigenen Landesrekord erstmals auf über 6000 Punkte. Beim 10. TNT Express Meeting im tschechischen Kladno verbesserte sie ihren Landesrekord um weitere 200 Punkte auf 6230 Punkte und qualifizierte sich damit erstmals im Siebenkampf für die Weltmeisterschaften in London. Daraufhin siegte sie bei den Spielen der Frankophonie in Abidjan in 13,32 s im Hürdensprint sowie mit 6,52 m auch im Weitsprung. Bei den Weltmeisterschaften ging sie allerdings nur im Hürdenlauf an den Start und schied dort mit 13,38 s in der ersten Runde aus. Im Jahr darauf gewann sie bei den Afrikameisterschaften in Asaba mit 5967 Punkten die Silbermedaille hinter der Beninerin Ahouanwanou und steigerte sich im Weitsprung auf 6,54 m, womit sie auch dort die Silbermedaille hinter der Nigerianerin Ese Brume gewann. 2019 gewann sie bei der Sommer-Universiade in Neapel mit 6121 Punkten die Silbermedaille hinter der Finnin Miia Sillman und erreichte im Weitsprung mit 6,25 m Rang neun. Ende August siegte sie bei den Afrikaspielen in Rabat mit 5866 Punkten im Siebenkampf und gewann im Hürdensprint in 13,20 s die Silbermedaille hinter der Nigerianerin Tobi Amusan. Anfang Oktober nahm sie an den Weltmeisterschaften in Doha teil, musste dort ihren Wettkampf aber vorzeitig beenden. 2021 steigerte sie in Dakar den Landesrekord auf 12,81 s und siegte dann Ende Juni in 12,86 s beim Janusz Kusociński Memorial. Bei den Olympischen Sommerspielen in Tokio schied sie im Halbfinale über die Hürden mit 13,07 s aus; beim Siebenkampf wurde sie im 200-Meter-Lauf disqualifiziert und gab daraufhin auf.
2022 erreichte sie bei den Afrikameisterschaften in Port Louis das Finale über 100 m Hürden und belegte dort in 12,99 s den vierten Platz und siegte mit einem Sprung auf 6,42 m im Weitsprung. Im August siegte sie mit 6,53 m bei den Islamic Solidarity Games in Konya. Im Jahr darauf wurde sie bei den Spielen der Frankophonie in Kinshasa in der Vorrunde über 100 m Hürden disqualifiziert und siegte im Weitsprung mit neuem Landesrekord von 6,94 m. Anschließend belegte sie bei den Weltmeisterschaften in Budapest mit 6,68 m im Finale den siebten Platz. Zudem wurde sie bei der Xiamen Diamond League mit 679 m Zweite. 2024 gewann sie bei den Afrikaspielen in Accra mit 6,81 m die Silbermedaille im Weitsprung hinter der Nigerianerin Ese Brume und verhalf der 4-mal-100-Meter-Staffel zum Finaleinzug. Ende April siegte sie mit 6,68 m bei der Diamond League Shanghai, ehe sie im Juni bei den Afrikameisterschaften in Douala mit 6,72 m die Silbermedaille hinter der Nigerianerin Brume gewann. Im August wurde sie bei den Olympischen Sommerspielen in Paris mit 6,61 m im Finale Neunte.

## Persönliche Bestleistungen
- 100 Meter: 11,73 s (+2,0 m/s), 4. Juli 2024 in Bron
- 200 Meter: 23,74 s (−0,4 m/s), 29. Mai 2021 in Götzis
- 100 m Hürden: 12,81 s (+1,3 m/s), 23. Mai 2021 in Dakar (burkinischer Rekord)
  - 60 m Hürden (Halle): 8,13 s, 9. Februar 2020 in Metz (burkinischer Rekord)
- Weitsprung: 6,94 m (+1,2 m/s), 2. August 2023 in Kinshasa (burkinischer Rekord)
- Siebenkampf: 6250 Punkte, 30. Mai 2021 in Götzis (burkinischer Rekord)